# Guillaume Quellier
Guillaume Quellier (Caen, 25 giugno 1986) è un ex calciatore francese, centrocampista.

## Palmarès

### Club

#### Competizioni nazionali
- Ligue 2: 1

Caen: 2009-2010